# Aldo Bini
Aldo Bini (Montemurlo, Toscana, 30 de juliol de 1915 – Prato, 16 de juny de 1993) va ser un ciclista italià, que fou professional entre 1934 i 1955. Els seus èxits més importants foren les cinc victòries d'etapa al Giro d'Itàlia, dues edicions de la Volta a Llombardia i una segon lloc al Campionat del Món de ciclisme, entre d'antres triomfs.

## Palmarès
- 1933
  - 1r al Giro d'Úmbria
  - 1r a la Coppa Cicogna
- 1935
  - 1r al Giro de l'Emilia
  - 1r al Giro del Piemont
  - 1r del Giro de les Dues Províncies
  - 1r de la Copa Franchi
  - 1r de la Copa Necchi
- 1936
  - 1r al Giro del Piemont
  - 1r a la Milà-Módena
  - Vencedor d'una etapa al Giro d'Itàlia
  - 2n al Campionat del Món de ciclisme
- 1937
  - 1r a la Volta a Llombardia
  - 1r a la Milà-Módena
  - 1r al Giro de la província de Milà, amb Maurice Archambaud
  - Vencedor de 3 etapes al Giro d'Itàlia
- 1938
  - 1r a la Milà-Módena
- 1940
  - 1r a la Copa Bernocchi
- 1941
  - 1r al Giro del Piemont
  - 1r a la Cursa Gran Fons
- 1942
  - 1r a la Volta a Llombardia
- 1946
  - Vencedor d'una etapa al Giro d'Itàlia
- 1948
  -  Vencedor de la maglia nera del Giro d'Itàlia
- 1952
  - 1r a la Milà-Torí

## Resultats al Giro d'Itàlia
- 1935. Abandona
- 1936. Abandona. Vencedor d'una etapa
- 1937. 23è de la classificació general i vencedor de 3 etapes
- 1940. Abandona
- 1946. 23è de la classificació general i vencedor d'una etapa
- 1947. Abandona
- 1948. 41è de la classificació general.  Vencedor de la maglia nera (darrer classificat)
- 1950. Abandona
- 1951. Abandona
- 1953. 70è de la classificació general
- 1954. Abandona

## Resultats al Tour de França
- 1938. 48è de la classificació general